# Ross Ulbricht
Ross William Ulbricht (27 de marzo de 1984) es un estadounidense que creó Silk Road, un mercado de la red oscura que funcionó hasta su arresto en 2013. Utilizaba el seudónimo de Dread Pirate Roberts (un personaje de ficción).
Ulbricht fue condenado por blanqueo de capitales, hackeo de ordenadores y conspiración por tráfico de narcóticos en febrero de 2015. Estuvo cumpliendo una condena perpetua sin posibilidad de libertad condicional, pero recibió un indulto total por parte del presidente de los Estados Unidos, Donald Trump, el 21 de enero de 2025.

## Vida y educación
Ulbricht creció en el área metropolitana de Austin. Fue Boy Scout, logrando el rango de Águila Scout. Asistió a la West Ridge School, y al Instituto Westlake, ambos cercanos a Austin, Texas. Se graduó de la educación media-superior en 2002.
Se matriculó en la Universidad de Texas en Dallas con una beca académica completa, y se graduó en 2006 con un título en física. En la Universidad Estatal de Pensilvania obtuvo el grado de maestro en ciencias de materiales e ingeniería y estudió cristalografía. Por ese tiempo Ulbricht se graduó de Penn State, sin embargo, fue perdiendo interés en su especialización y se interesó por la teoría económica libertaria. En particular, Ulbricht se adhirió a la filosofía política de Ludwig von Mises y apoyó a Ron Paul; asimismo participó en debates universitarios para hablar acerca de sus opiniones económicas.
Ulbricht se graduó de Penn State en 2009 y regresó a Austin. En ese momento, no encontraba satisfactorio el empleo que tenía, por lo que quiso intentar con proyectos emprendedores, aunque sus primeros intentos para empezar un negocio propio fallaron. Finalmente, se unió con un amigo para construir un sitio en línea de venta de libros, Good Wagon Books. El éxito fue escaso, y combinado con una ruptura sentimental, Ulbricht se sintió profundamente descontento con su vida.

## Silk Road, arresto y juicio
A comienzos de 2009 Ulbricht había contemplado la idea de construir un mercado negro en línea que utilizaría Tor y Bitcoin para eludir la ley. Tor es un protocolo que encripta datos enviados a través de la red usando servidores intermediarios antes de alcanzar un destino final. Al alojar su mercado en un sitio Tor, Ulbricht podría encubrir su dirección IP. Bitcoin es una moneda virtual en línea que guarda todas las transacciones en un registro, el blockchain. Si los usuarios pueden evitar enlazar sus identidades a sus carteras en línea pueden realizar transacciones con un anonimato considerable.
Ulbricht comenzó a desarrollar su mercado negro en línea en 2010 paralelamente a su proyecto Good Wagon Books. También esporádicamente mantuvo un diario durante la historia operativa de Silk Road; en su primera entrada  subrayó su situación antes del lanzamiento, y pronosticó  que 2011 sería «un año de prosperidad» a través de sus aventuras. Ulbricht también pudo haber incluido una referencia a Silk Road en su página de Linkedin, donde  habló de su deseo de «utilizar la teoría económica como medio para abolir el uso de coerción y agresión entre la humanidad» y clamó que «estoy creando un simulacro económico para darle a las personas una experiencia de primera mano de lo que sería vivir en un mundo sin el uso sistémico de la fuerza». Para Nathaniel Popper, la creación de Silk Road fue un acto de «pura desesperación» después de que Ulbricht agotó la mayoría de sus ahorros que tenía en la universidad y sus negocios fallidos. Ulbricht se mudó a San Francisco antes de su arresto.

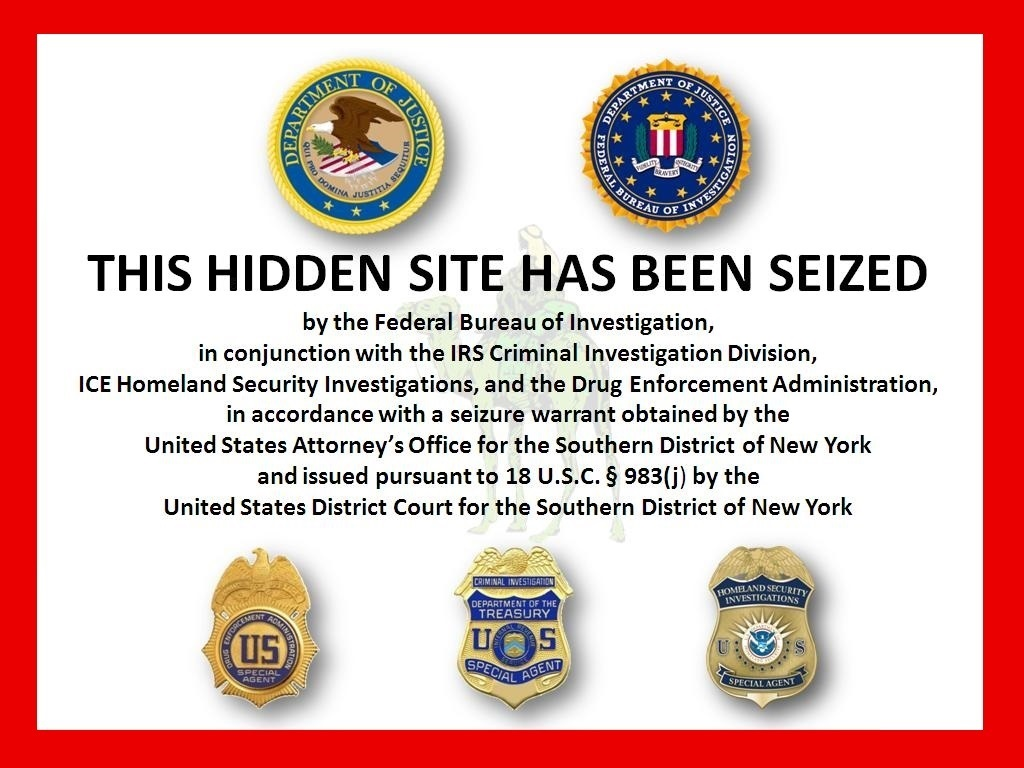
Imagen colocada en el Silk Road original después de la toma de propiedad por el FBI

Gary Alford, un investigador de IRS que trabajaba con la DEA en el caso de Silk Road, fue quien relacionó a «Dread Pirate Roberts» (DPR) con Ulbricht, a mediados de 2013, debido a un desliz que este último cometió al publicar su dirección personal de correo electrónico (rossulbricht@xxx.com) en un foro de Internet al que envió una pregunta sobre cómo conectarse a un servicio oculto de la red anónima Tor. El 1 de octubre de 2013, Ulbricht fue arrestado y acusado por la Agencia Federal de Investigación (FBI) de ser la «mente maestra» detrás del sitio. El arresto de Ulbricht fue encabezado por el agente Chris Tarbell en la biblioteca Glen Park, una rama de la Biblioteca Pública de San Francisco, mientras Ulbricht estaba conectado al sitio de Silk Road y creía estar charlando con Cirrus, una administradora del sitio, cuando en realidad lo hacía con Jared Der-Yeghiayan, un agente de Homeland Security Investigations que Tarbelli había invitado a integrar su equipo de trabajo, ya que este había logrado convencer a Cirrus para que colaborara con la investigación, permitiéndole usar su cuenta. Dado que era crucial evitar que Ulbricht tuviera tiempo de accionar un mecanismo de seguridad que borrara o encriptara la información de su portátil, y con ello destruyera la principal evidencia de su relación con Silk Road, los agentes montaron una maniobra distractiva a sus espaldas y cuando Ulbricht se dio vuelta para ver qué estaba pasando, una policía que estaba sentada frente a él, le arrebató el computador, mientras otros agentes lo detenían.  
Ulbricht fue acusado de los delitos de lavado de dinero, hackeo de ordenadores, conspiración por narcotráfico, y por contrato de sicarios con la intención de eliminar a un empleado que había sido arrestado y a usuarios que lo extorsionaban. El último cargo, contratar a sicarios, fue eliminado de la acusación a pesar de que la evidencia fue un factor para sentenciar a Ulbricht. Ulbricht fue condenado por todos los cargos restantes después de un juicio que concluyó en febrero de 2015. Fue sentenciado a cadena perpetua sin posibilidad de libertad condicional el 29 de mayo de 2015. Sus abogados entregaron una apelación el 12 de enero de 2016, centrándose alrededor de la acusación de que se retuvo ilegalmente evidencia de agentes de la DEA malversando la investigación de Silk Road, por lo que fueron condenados.
El fiscal creyó que ninguno de los seis asesinatos a sueldo ocurrieron a pesar de que Ulbricht había pagado $730,000 dólares. Un cargo por intento de asesinato está pendiente para ser tratado en un juicio en Maryland.
Estuvo cumpliendo su condena a perpetuidad en el Centro Correccional Metropolitano en Nueva York.
Adicionalmente, el 22 de junio de 2023, el excandidato independiente a la presidencia de los Estados Unidos de 2024, Robert F. Kennedy Jr., sobrino del famoso expresidente, en una conferencia libertaria en New Hampshire mencionó que estudiaría el caso de Ross si llega a la presidencia, diciendo que si encontraba que su condena fue elevada con el propósito de disuadir a posibles ciberdelincuentes futuros que intentaran imitarle, indultaría a Ross. Robert F. Kennedy Jr. dijo lo mismo en la Conferencia Bitcoin de 2023, el 19 de mayo de ese mismo año.
Ulbricht fue indultado por Donald Trump el 21 de enero de 2025, tras la asunción de su segundo mandato presidencial, cumpliendo así la promesa que hizo en la Convención Nacional Libertaria de 2024.